# Casos de expulsão da Câmara dos Representantes do Tennessee em 2023
Em 6 de abril de 2023, a Câmara dos Representantes do Tennessee votou resoluções de expulsão dos Representantes Gloria Johnson, Justin Jones e Justin J. Pearson por supostamente violarem as regras de decoro legislativo através de intensos protestos contra a votação de uma medida de flexibilização do porte de armas no estado. Durante o protesto, os três representantes uniram-se a uma multidão de manifestantes que ocupavam as galerias do plenário da Câmara e exigiram a interrupção da votação da medida, o que foi considerado uma tentativa de perturbação da lei e da ordem pelos demais membros da casa legislativa. No mesmo dia, a resolução para a expulsão de Pearson e Jones foi aprovada com dois terços dos votos necessários, enquanto Johnson foi absolvida por um voto.
A medida gerou grande controvérsia em todo o país, dividindo opiniões e posicionamentos de Democratas e Republicanos. A medida foi considerada um caso sem precedentes na história legislativa estadunidense uma vez que o poder de cassação esteve sempre reservado a casos de grande comoção popular ou infrações graves cometidas por Membros do Congresso e demais autoridades. Diversos membros do Partido Democrata, incluindo próprio Presidente dos Estados Unidos Joe Biden e o ex-presidente Barack Obama, consideraram a decisão como demonstrativa de autoritarismo e "não-democrática".
Em 10 e 12 de abril de 2023, o Conselho Metropolitano de Nashville e a Câmara de Comissários do Condado de Shelby votaram por reconduzir Jones e Pearson aos seus respectivos cargos. Ambos foram submetidos a eleições especiais e conseguiram assegurar a continuidade do restante de seus mandatos.

## Antecedentes

### Câmara dos Representantes do Tennessee

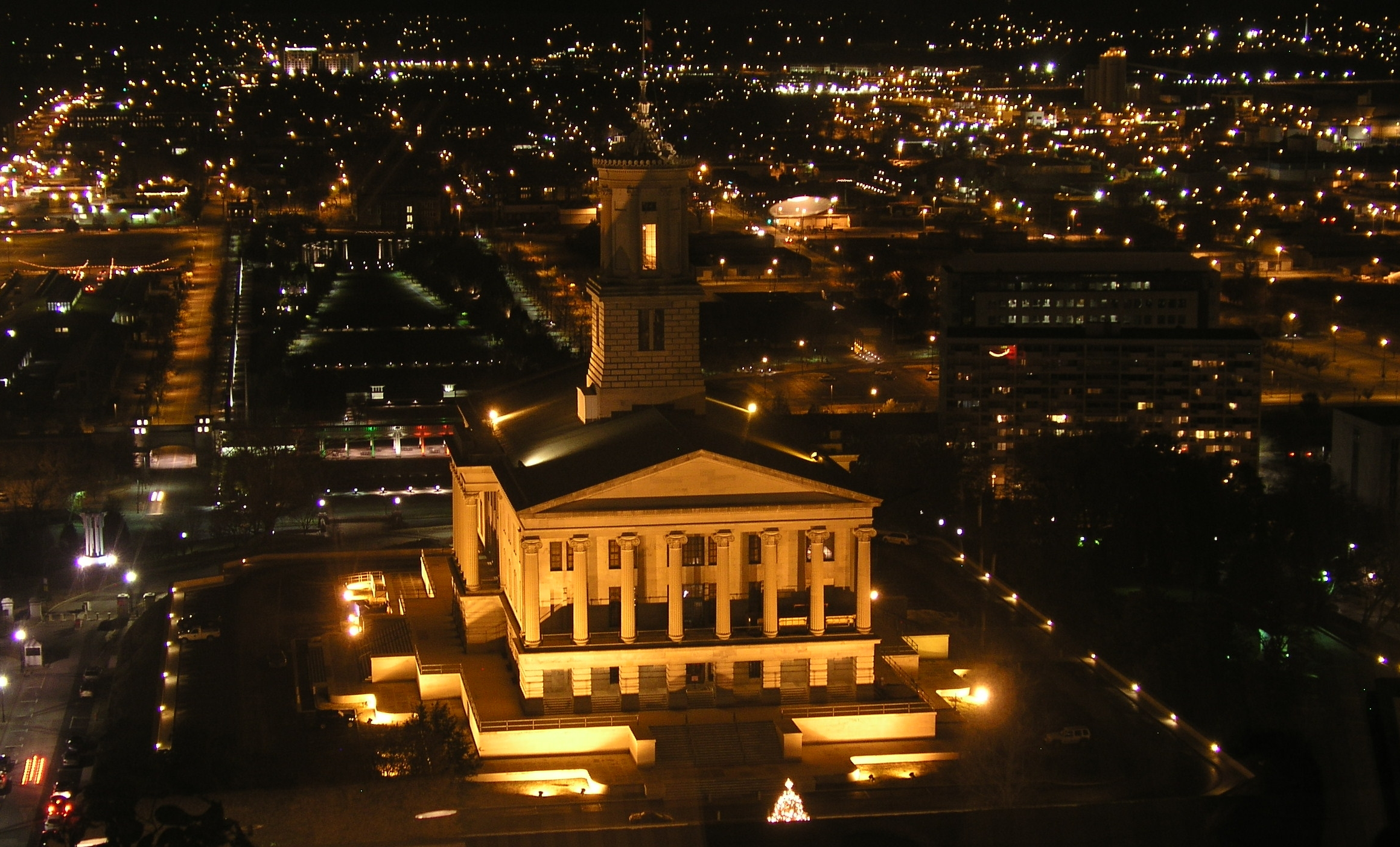
O Capitólio Estadual do Tennessee, em Nashville, representa a tradição política do estado como sede da Assembleia Geral do Tennessee desde 1859.

A Câmara dos Representantes do Tennessee requer maioria de dois terços de sua membresia total para cassar o mandato de um de seus membros. A cassação de um representante é algo raro na história do estado do Tennessee, sendo que, desde a Guerra Civil Americana, somente oito representantes haviam sido cassados até 2023. Em 1866, seis representantes foram expulsos por tentativas de barrar a aprovação da Décima Quarta Emenda que garantia justamente a condição de cidadãos e igualdade perante a lei a todos os residentes e nascidos em território estadunidense, incluindo os antigos escravizados. Além destes, em 1980, o Representante Republicano Robert Fisher foi cassado sob acusações de receber propina. Em 2016, o também Republicano Jeremy Durham teve seu mandato cassado por acusações de "interação sexual inapropriada" com diversas mulheres.

### Atentado da escolaThe Covenant
Em 27 de março de 2023, um atirador transgênero chamado Aiden Hale assassinou três estudantes e três adultos na escola primária presbiteriana The Covenant, em Nashville. Três dias depois da tragédia, centenas de manifestantes foram acompanhados por Johnson, Pearson e Jones em um protesto pela reforma da legislação sobre armamentos no estado no Capitólio Estadual do Tennessee. Jones, Pearson e Johnson dirigiram-se ao centro do plenário enquanto outros grupos de manifestantes ocuparam as galerias do plenário da Câmara dos Representantes do Tennessee, emitindo gritos de "No action, no peace" (o equivalente a "Se não houver ação, não haverá paz" em português). O trio revezava o uso de um megafone que ganhou notoriedade por pertencer alegadamente à cantora country Margo Price que, posteriormente, negou ter levado o equipamento ao protesto. O Presidente da Câmara dos Representantes do Tennessee, Cameron Sexton, condenou os protestos e classificou a manifestação como uma "repetição" dos ataques ao Capitólio em 6 de janeiro de 2021. Em 3 de abril, Sexton bloqueou o acesso dos três representantes ao plenário do capitólio estadual e removeu seus nomes das comissões e comitês da casa legislativa.
Nos dias seguintes à medida, defensores de Johnson, Pearson e Jones consideraram a atuação da Câmara dos Representantes como "fascismo". Em uma entrevista a revista progressista Mother Jones, Johnson declarou que o estado do Tennessee era "menos democrático do que a Coreia do Norte" e afirmou ser vítima do que, segundo ela, se tratava de uma "marcha rumo ao fascismo" por parte da classe política do estado. Na semana de votação da expulsão dos representantes, a hashtag #TennesseeThree (os "Três do Tennessee") viralizou nas redes sociais, como o antigo Twitter.

## Votos de expulsão
A Câmara dos Representantes do Tennessee possui 99 membros eleitos e, portanto, uma maioria é constituída com 66 votos.

### Justin Jones

Votação para remoção de mandato de Justin Jones.
Democratas contra.
Republicanos a favor.
Republicanos contra.
Abstenções

A Câmara dos Representantes do Tennessee votou pela expulsão de Justin Jones por 72–25 votos, sendo Charlie Baum o único Republicano a votar contra a medida. A "HR 65", o título da resolução de remoção do mandato de Jones, foi apresentada formalmente por Bud Hulsey e endossada por Gino Bulso, Andrew Farmer e Johnny Garrett.
| HR 65 - Expulsão do Representante Justin Jones da Câmara dos Representantes da 113ª Assembleia Geral do Estado do Tennessee. | HR 65 - Expulsão do Representante Justin Jones da Câmara dos Representantes da 113ª Assembleia Geral do Estado do Tennessee. | HR 65 - Expulsão do Representante Justin Jones da Câmara dos Representantes da 113ª Assembleia Geral do Estado do Tennessee. |
| Posição | Votos | % |
| --- | --- | --- |
| A favor | 72 | 72,7 |
| Contra | 25 | 25,2 |
| Abstenção | 2 | 2,1 |
| Total | 99 | |

### Gloria Johnson

Votação para remoção de mandato de Gloria Johnson.
Democratas contra.
Republicanos a favor.
Republicanos contra.
Abstenções

A Câmara dos Representantes do Tennessee arquivou a denuncia contra Gloria Johnson após a votação estreita de 65–30 votos não obter a maioria para aprovação da medida de cassação. A proposta, intitulada oficialmente como "HR 64", foi apresentada formalmente por Gina Bulso. Sete representantes Republicanos (Jody Barrett, Charlie Baum, Rush Bricken, Bryan Richey, Lowell Russell, Mike Sparks e Sam Whitson) votaram contra a resolução.
| HR 64 - Expulsão da Representante Gloria Johnson da Câmara dos Representantes da 113ª Assembleia Geral do Estado do Tennessee. | HR 64 - Expulsão da Representante Gloria Johnson da Câmara dos Representantes da 113ª Assembleia Geral do Estado do Tennessee. | HR 64 - Expulsão da Representante Gloria Johnson da Câmara dos Representantes da 113ª Assembleia Geral do Estado do Tennessee. |
| Posição | Votos | % |
| --- | --- | --- |
| A favor | 65 | 65,7 |
| Contra | 30 | 30,2 |
| Abstenção | 4 | 4,1 |
| Total | 99 | |

### Justin J. Pearson

Votação para remoção de mandato de Justin J. Pearson.
Democratas contra.
Republicanos a favor.
Republicanos contra.
Abstenções

A Câmara dos Representantes do Tennessee votou pela cassação do mandato de Justin J. Pearson após uma votação de 69–26 votos. A resolução para remoção de seu mandato, intitulada "HR 63", foi apresentada formalmente por Andrew Farmer e sofreu oposição dos Republicanos Charlie Baum, Bryan Richey e John Gillespie.
| HR 63 - Expulsão do Representante Justin J. Pearson da Câmara dos Representantes da 113ª Assembleia Geral do Estado do Tennessee. | HR 63 - Expulsão do Representante Justin J. Pearson da Câmara dos Representantes da 113ª Assembleia Geral do Estado do Tennessee. | HR 63 - Expulsão do Representante Justin J. Pearson da Câmara dos Representantes da 113ª Assembleia Geral do Estado do Tennessee. |
| Posição | Votos | % |
| --- | --- | --- |
| A favor | 69 | 69,7 |
| Contra | 26 | 26,2 |
| Abstenção | 4 | 4,1 |
| Total | 99 | |

## Consequências

### Sucessão
As expulsões de Jones e Pearson deixaram lacunas na representação dos 52° e 86° distritos. O Artigo II, Seção 15 da Constituição Estadual do Tennessee incumbe o corpo legislativo local - neste caso, o Conselho Metropolitano de Nashville e do Condado de Davidson e o Comitê de Comissários do Condado de Shelby, a apontar um sucessor interinamente até a condução de novas eleições. Entretanto, 29 dos 40 membros do Conselho Metropolitano do Condado de Davidson votaram pela recondução de Jones ao cargo. A comissária Erika Sugarmon alegou ter sofrido ameaças de corte no orçamento local caso Pearson fosse restabelecido no cargo, o que foi veementemente negado pelo porta-voz da Câmara dos Representantes. A questão da expulsão dos três representantes acabou exacerbando as tensões entre Democratas e Republicanos no estado que já vinham crescendo desde a reorganização distrital de 2022 que, segundo os Democratas, isolou o voto das comunidades minoritárias da região de Nashville. Em agosto de 2022, novas tensões surgiram quando a companhia que administra a rede ferroviária de Nashville votou contra a proposta da cidade sediar a Convenção Nacional Republicana de 2024. Uma gama de legislações foram aprovadas nos meses precedentes à controvérsia dos três representantes, reduzindo quase que pela metade o tamanho  do conselho municipal de Nashville e impactando a eficiência dos conselhos de esportes e transportes da cidade.
Em 10 de abril, o Conselho Metropolitano de Nashville e do Condado de Davidson convocou uma sessão para debater a sucessão da representação do 52° distrito. Eventualmente, Jones foi reconduzido ao cargo por uma votação unânime de 36–0 votos. Dois dias depois, o Comitê de Comissários do Condado de Shelby votou por reinstalar Pearson ao seu mandato em uma votação unânime de 7–0 votos, sendo que seis dos 13 membros do conselho votante não compareceram ao pleito.
Em 4 de agosto, em conformidade com a lei estadual, Jones e Pearson se submeteram a eleições especiais e foram reeleitos para a conclusão de seus respectivos mandatos.

## Reações

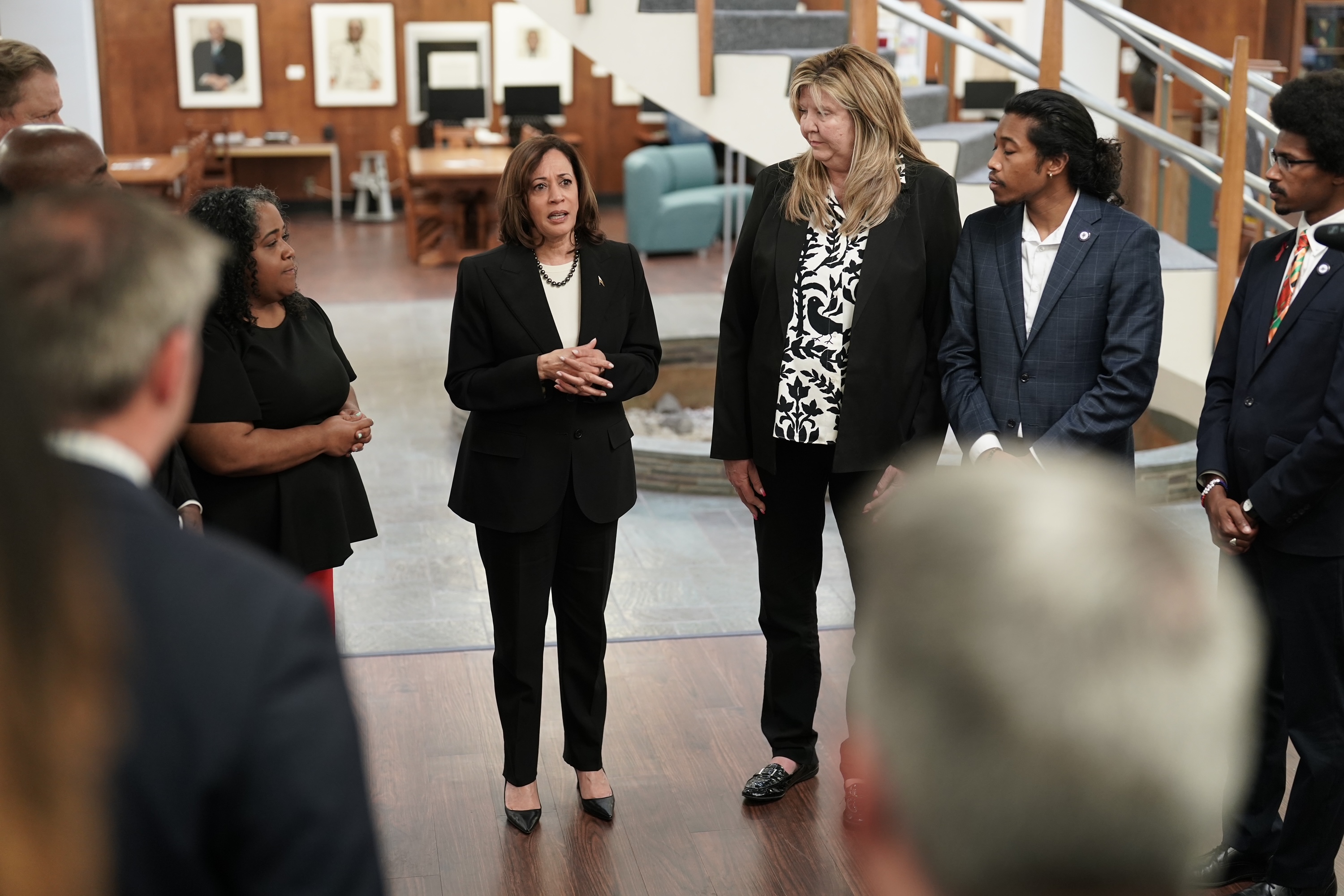
A Vice-presidente Kamala Harris em reunião com Justin Jones, Gloria Johnson e Justin J. Pearson em 7 de abril de 2023.

Após a notoriedade do caso, o Presidente dos Estados Unidos Joe Biden publicou uma nota oficial considerando a medida da Câmara dos Representantes do Tennessee como "chocante, não-democrática e sem precedentes". Em 7 de abril, a Vice-presidente Kamala Harris - que estava cumprindo agenda oficial em Dalton, Geórgia - realizou uma visita não anunciada a Nashville e reafirmou seu apoio aos representantes e sua oposição ao porte de armas no estado.
O ex-presidente Barack Obama emitiu nota oficial dizendo que o país havia sido "construído através do protesto pacífico" e que "nenhum oficial eleito deveria perder seu cargo por simplesmente levantar sua voz - especialmente quando o faz em nome de nossos filhos". Al Gore, que foi vice-presidente durante a presidência de Bill Clinton (de 1993 a 2001) e Senador pelo Tennessee de 1985 a 1993, declarou que o caso representou "um dia historicamente triste para a democracia" do estado.